# Diputación Provincial de Alicante
La Diputación Provincial de Alicante es la institución pública encargada del Gobierno y la administración autónoma de la provincia de Alicante, en la Comunidad Valenciana, comunidad autónoma de España. Tiene su sede en el Palacio Provincial de Alicante, situado en la avenida de la Estación de la ciudad de Alicante, capital de la provincia.

## Escudo
La descripción del escudo de la provincia de Alicante la encontramos en la resolución del 16 de octubre de 1998, del conseller de Presidencia, publicada en el Diario Oficial de la Generalidad Valenciana número 3.396, de 18 de diciembre de 1998.
El escudo de la provincia de Alicante une las armas reales aragonesas con los elementos del blasón de la ciudad de Alicante. La peña y el castillo que figuran en el escudo de la ciudad representan al monte Benacantil y al castillo de Santa Bárbara (siglo XIV-XVIII). Situado en la parte más alta del monte mencionado, el castillo de Santa Bárbara domina toda la Huerta de Alicante y desde él se divisa la isla de Tabarca. Antiguo castillo árabe, fue reconstruido por los cristianos y consta de tres recintos de los siglos XIV, XVI y XVIII. 
La corona real abierta es la forma que tenía la antigua corona real, usada hasta el siglo XVI, se emplea con mucha frecuencia en la heráldica de entidades territoriales menores, municipios y provincias y es muy semejante a la atribuida a los infantes de España.

## Palacio Provincial

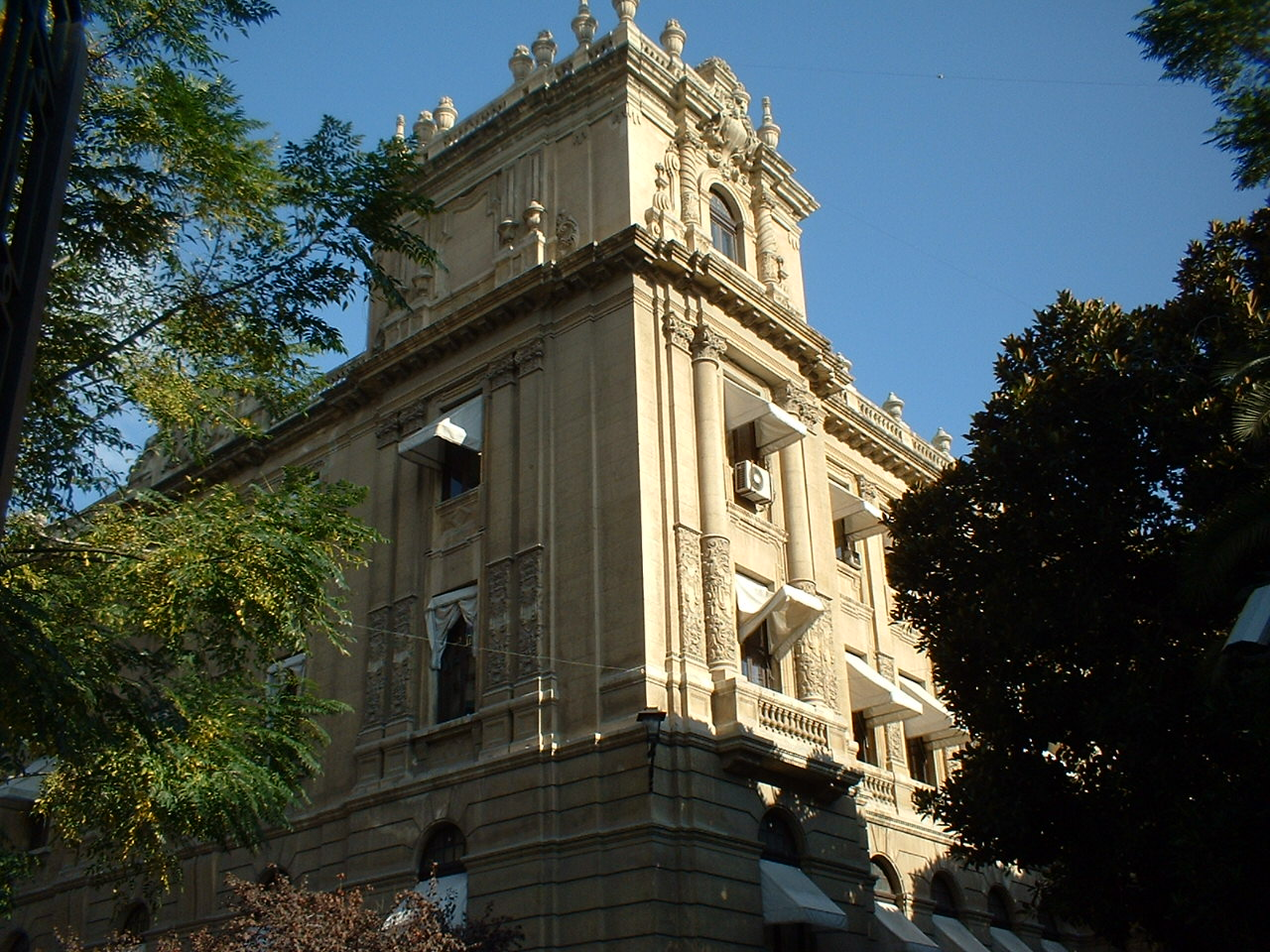
El Palacio Provincial de Alicante, situado en la avenida de la Estación en Alicante, alberga la sede de la Diputación de Alicante.

El actual edificio provincial alicantino se proyectó en 1928 y sus obras concluyeron en 1931, el palacio fue inaugurado oficialmente como sede de la Diputación de Alicante el 17 de enero de 1932. Corresponde a una obra de estilo neoclásico y ornamentación barroca del arquitecto Juan Vidal Ramos. En su concepción tiene gran importancia el orden de simetría y ha sido catalogado como "obra cumbre del casticismo".

## Presidentes[2]

### Hasta 1979
- Francisco Fernández Golfín (1822)
- Luis del Corral (1822)
- Ramón Noboa (1835-1836)
- Ventura de Córdoba (1836)
- Pascual María Cuenca (1836)
- Rafael Pérez (1836-1837)
- José Puidullés (1837)
- Matías Guerra (1837-1838)
- Nicolás Domínguez (1839)
- Francisco de Gálvez (1839)
- Ángel Noguer (1840)
- José María Ruiz Pérez (1840-1841)
- Andrés Visedo Baños (1841-1843)
- Gerónimo Muñoz López (1843)
- Ramón Ceruti (1843-1844)
- José Rafael Guerra (1844-1848)
- Ramón de Campoamor y Campoosorio (1848-1851)
- Joaquín del Rey (1851)
- Miguel Tenorio de Castilla (1851-1852)
- José María Montalvo (1852)
- Manuel Cano Manrique (1852-1853)
- Antonio Alegre Dolz (1853)
- José María Montalvo (1853-1854)
- Trino González de Quijano (1854)
- Domingo Saavedra Ciebra (1854-1855)
- Ángel Barroeta y Márquez (1855)
- Juan José Norato Vargas (1855-1856)
- Leoncio Rubin Oroña (1856)
- Antonio Romero Ortiz (1856)
- José María Palarea (1856-1858)
- Juan Bautista de Bassecourt y Baciero (1858)
- José María Palarea (1858-1859)
- Celestino Mas y Abad (1859-1861)
- Francisco Sepúlveda Ramos (1861-1862)
- Félix Fanlo (1862-1863)
- Francisco Fernández Golfín (hijo) (1863)
- Vicente Bernabeu (1864-1866)
- Carlos Morand (1866)
- Ciro Pérez Payá (1866)
- Juan Bautista de Bassecourt y Baciero (1867)
- Francisco Pérez Marcos (1867)
- Juan Bautista de Bassecourt y Baciero (1867-1868)
- Luciano Marín (1868)
- Anselmo Bergez Dufoo (1868-1869)
- Juan Bellod Herrero (1869)
- Ciro Pérez Payá (1869-1875)
- Juan Pascual de Bonanza y Roca de Togores (1875)
- Antonio Campos Doménech (1875-1882)
- Rafael Terol Maluenda (1883-1884)
- José Maestre Vera (1884-1888)
- Francisco Ballesteros Villanueva (1888-1889)
- Alberto Ganga y Bru (1889-1891)
- Alejandro Sendra Burgos (1891-1894)
- Alberto Ganga y Bru (1894-1896)
- Alejandro Sendra Burgos (1896-1897)
- Rafael Beltrán Ausó (1897-1898)
- José María Sarget y Lillo (1898-1899)
- José Antonio de Cervera Cardona (1899-1901)
- José Atienza y Egido (1901-1903)
- José Antonio de Cervera Cardona (1903-1905)
- José María Andreu Bellido (1905-1906)
- José Atienza Egido (1906-1907)
- José Antonio de Cervera Cardona (1907-1910)
- José Atienza y Egido (1910-1911)
- Carlos Pérez Barceló (1911)
- Higinio Formigós Latorre (1911-1913)
- Luis Martínez Domínguez (1913-1914)
- Manuel Orts Cano (1914-1916)
- José García Vidal (1916)
- Manuel Gómez Valdivia (1916-1918)
- Celestino Pons Albi (1918-1919)
- Alfredo Pastor Mengual (1919)
- Manuel Gómez Valdivia (1919-1920)
- Camilo Pérez Pastor (1920-1921)
- Pedro Juan Beneyto Rostoll (1921-1923)
- Jaime Llorca Lloret (1923-1924)
- Juan Grau Vilalta (1924)
- Pascual Mas Mas (1924-1929)
- Elier Manero Pineda (1930)
- Manuel Pérez Mirete (1930-1931)
- Franklin Albricias Goetz (1931-1934)
- Agustín Mora Valero (1934)
- José Pérez Molina (1934-1936)
- Alfonso de Rojas y Pascual de Bonanza (1936)
- Álvaro Botella Pérez (1936)
- Luis Arráez Martínez (1936)
- Ramón Llopis Agulló (1936-1937)
- Francisco Valdés Casas (1937)
- Jesús Monzón Reparaz (1937-1938)
- Ramón LLopis Agulló (1938-1939)
- José Martínez Alejos (1939-1949)
- Artemio Payá Rico (1949-1955)
- Lamberto García Atance (1955-1960)
- Alberto Lagar de Aramburu (1960-1964)
- Alejo Bonmatí Gonzálvez (1964-1966)
- Pedro Zaragoza Orts (1966-1970)
- Manuel Monzón Meseguer (1970-1975)
- Jorge Silvestre Andrés (1975-1978)
- José Cerdán Navarro (1978-1979)

### Desde 1979
| Legislatura      | Partido político               | Partido político | Presidente de la Diputación    | Nombramiento | Cese |
| ---------------- | ------------------------------ | ---------------- | ------------------------------ | ------------ | ---- |
| I legislatura    |                                | UCD              | Luis Bernardo Díaz Alperi      | 1979         | 1983 |
| II legislatura   |                                | PSPV-PSOE        | Antonio Fernández Valenzuela   | 1983         | 1987 |
| III legislatura  | 1987                           | PSPV-PSOE        | Antonio Fernández Valenzuela   | 1991         |      |
| IV legislatura   | Antonio Mira-Perceval y Pastor | PSPV-PSOE        | 1991                           | 1995         |      |
| V legislatura    |                                | PPCV             | Julio Francisco de España Moya | 1995         | 1999 |
| VI legislatura   | 1999                           | PPCV             | Julio Francisco de España Moya | 2003         |      |
| VII legislatura  | José Joaquín Ripoll Serrano    | PPCV             | 2003                           | 2007         |      |
| VIII legislatura | José Joaquín Ripoll Serrano    | PPCV             | 2007                           | 2011         |      |
| IX legislatura   | Luisa Pastor Lillo             | PPCV             | 2011                           | 2015         |      |
| X legislatura    | César Sánchez Pérez            | PPCV             | 2015                           | 2019         |      |
| XI legislatura   | Carlos Arturo Mazón Guixot     | PPCV             | 2019                           | 2023         |      |
| XII legislatura  | Antonio Pérez Pérez            | PPCV             | 2023                           | En el cargo  |      |

## Composición
La Diputación Provincial de Alicante la componen 31 diputados provinciales que conforman el Pleno de la misma. El Pleno elige a su vez a un presidente, vicepresidentes y una junta de gobierno.
La Diputación se renueva cada cuatro años en función de los resultados habidos en las elecciones municipales de los ayuntamientos de la provincia.
| Diputación Provincial de Alicante 2023-2027        | Diputación Provincial de Alicante 2023-2027 | Diputación Provincial de Alicante 2023-2027 | Diputación Provincial de Alicante 2023-2027 | Diputación Provincial de Alicante 2023-2027 |
| Partido político                                   | Votos                                       | %                                           | Diputados                                   |                                             |
| -------------------------------------------------- | ------------------------------------------- | ------------------------------------------- | ------------------------------------------- | ------------------------------------------- |
| Partido Popular de la Comunidad Valenciana (PPCV)  | 332.901                                     | 38,96%                                      | 16                                          |                                             |
| Partido Socialista del País Valenciano (PSPV-PSOE) | 252.465                                     | 30,46%                                      | 13                                          |                                             |
| Vox (VOX)                                          | 81.044                                      | 9,77%                                       | 1                                           |                                             |
| Compromís: acord per guanyar (ACORD PER GUANYAR)   | 74.783                                      | 9,02%                                       | 1                                           |                                             |

### Distribución de escaños por partidos judiciales
| Partido judicial |    |    |   |   | Diputados |
| ---------------- | -- | -- | - | - | --------- |
| Alcoy            | 1  | 1  |   |   | 2         |
| Alicante         | 4  | 3  | 1 |   | 8         |
| Denia            | 1  | 1  |   | 1 | 3         |
| Elche            | 3  | 3  |   |   | 6         |
| Elda             | 1  | 2  |   |   | 3         |
| Orihuela         | 3  | 2  |   |   | 5         |
| Villajoyosa      | 2  | 1  |   |   | 3         |
| Villena          | 1  |    |   |   | 1         |
| Total            | 16 | 13 | 1 | 1 | 31        |

## Corporación provincial
| Corporación de la Diputación Provincial de Alicante (2023-2027) |                |                             |                            |                      |           |
| Grupo político                                                  | Grupo político | Diputado/a                  | Partido judicial electoral | Municipio            | Cargo     |
|                                                                 | PPCV           | Carlos María Pastor Ventura | Alcoy                      | Alcoy                | Concejal  |
| David Aracil Aracil                                             | PPCV           | Alicante                    | San Juan de Alicante       | Concejal             |           |
| Cristina García Garri                                           | PPCV           | Alicante                    | Alicante                   | Concejala            |           |
| María Lourdes Llopis Soto                                       | PPCV           | Alicante                    | Campello                   | Concejala            |           |
| José Antonio Bermejo Castelló                                   | PPCV           | Alicante                    | Muchamel                   | Alcalde              |           |
| Arturo Poquet Ribes                                             | PPCV           | Denia                       | Benisa                     | Alcalde              |           |
| Ana Iluminada Serna García                                      | PPCV           | Elche                       | Albatera                   | Alcaldesa            |           |
| Juan de Dios Navarro Caballero                                  | PPCV           | Elche                       | Elche                      | Concejal             |           |
| Miguel Ángel Sánchez Navarro                                    | PPCV           | Elche                       | Crevillente                | Concejal             |           |
| María Carmen Jover Pérez                                        | PPCV           | Elda                        | Algueña                    | Alcaldesa            |           |
| Antonio José Bernabéu Santo                                     | PPCV           | Orihuela                    | Cox                        | Alcalde              |           |
| Eduardo Jorge Dolón Sánchez                                     | PPCV           | Orihuela                    | Torrevieja                 | Alcalde              |           |
| María Gómez García                                              | PPCV           | Orihuela                    | Almoradí                   | Alcaldesa            |           |
| Bernabé Cano García                                             | PPCV           | Villajoyosa                 | La Nucía                   | Alcalde              |           |
| Antonio Pérez Pérez                                             | PPCV           | Villajoyosa                 | Benidorm                   | Alcalde              |           |
| María Magdalena Martínez Martínez                               | PPCV           | Villena                     | Biar                       | Alcaldesa            |           |
|                                                                 | PSPV-PSOE      | Núria Llodrá García         | Alcoy                      | Facheca              | Concejala |
| Raúl Ruiz Corchero                                              | PSPV-PSOE      | Alicante                    | Alicante                   | Concejal             |           |
| Raquel Marín Pastor                                             | PSPV-PSOE      | Alicante                    | Campello                   | Concejala            |           |
| Isabel López Galera                                             | PSPV-PSOE      | Alicante                    | Jijona                     | Alcaldesa            |           |
| José Ramiro Pastor                                              | PSPV-PSOE      | Denia                       | Ondara                     | Alcalde              |           |
| Francisco Rubio Delgado                                         | PSPV-PSOE      | Elche                       | Elche                      | Concejal             |           |
| José Joaquín Hernández Sáez                                     | PSPV-PSOE      | Elche                       | Dolores                    | Alcalde              |           |
| Yolanda Seva Ruiz                                               | PSPV-PSOE      | Elche                       | Santa Pola                 | Concejala            |           |
| José Antonio Amat Melgarejo                                     | PSPV-PSOE      | Elda                        | Elda                       | Concejal             |           |
| Verónica Giménez Vidal                                          | PSPV-PSOE      | Elda                        | Monóvar                    | Concejala            |           |
| Manuel Iván Ros Rodes                                           | PSPV-PSOE      | Orihuela                    | Algorfa                    | Alcalde              |           |
| Pilar Díaz Rodríguez                                            | PSPV-PSOE      | Orihuela                    | Jacarilla                  | Concejala            |           |
| Vicente Arques Cortés                                           | PSPV-PSOE      | Villajoyosa                 | Alfaz del Pi               | Alcalde              |           |
|                                                                 | Vox            | Gema Alemán Pérez           | Alicante                   | San Juan de Alicante | Concejala |
|                                                                 | Compromís      | Joaquín Perles Pérez        | Denia                      | Calpe                | Concejal  |
| Fuente: Diputación Provincial de Alicante                       |                |                             |                            |                      |           |